# Hiroki Akiyama
Hiroki Akiyama (秋山 裕紀 Akiyama Hiroki?, Gunma, 9 de diciembre de 2000) es un futbolista japonés que juega como centrocampista en el SV Darmstadt 98.

## Trayectoria
En 2019 se unió al Albirex Niigata.

## Clubes
| Club                         | País     | Año   |
| ---------------------------- | -------- | ----- |
| Albirex Niigata              | Japón    | 2019- |
| Azul Claro Numazu (cedido)   | Japón    | 2020  |
| Kagoshima United FC (cedido) | Japón    | 2021  |
| SV Darmstadt 98 (cedido)     | Alemania | 2025- |